# Amaryllis Uitterlinden
Amaryllis Uitterlinden, née le 24 décembre 1983 à Anvers, est une chanteuse, auteure-compositrice-interprète et actrice belge.

## Biographie
Amaryllis Uitterlinden est la fille de l'actrice Ilse Uitterlinden. Elle vit actuellement à Anvers.
En 2009, elle sort son album The Beauty of It All.
Pour son septième album, Stay Gold, en 2013, Ozark Henry recherche une voix féminine, il tombe sur Amaryllis, dont la voix, selon Piet Goddaer (vrai nom d'Ozark Henry), correspond bien à sa musique. Depuis lors, elle est la deuxième voix fixe d'Ozark Henry.

## Filmographie

### Télévision
- 2010-2011 : Ella  (177 épisodes) : Clio De Wachter
- 2012-2013 : Danni Lowinski (9 épisodes) : Anke Brouwers
- 2012 : Aspe (7 épisodes) : Sandy Borgs
- 2012 : Vermist (1 épisode) : Christine Seynaeve

### Cinéma
- 2007 : Blind de Tamar van den Dop : Marie Fantasie
- 2014 : La vie est belge (Brabançonne) de Vincent Bal[2] : Elke

## Distinctions
- Prix de musique flamande (Vlaamse Musicalprijzen) 2009[3] : prix du meilleur second rôle féminin, pour sa prestation dans la comédie musicale[4] Marguerite S. sur la vie du peintre anversois Eugeen Van Mieghem
- Ensors 2015 : meilleure actrice pour La vie est belge